# Hippodamia variegata
Espèce
Synonymes
Coccinella variegata (Goeze, 1777),
Adonis variegata (Goeze)
La Coccinelle des friches (Hippodamia variegata) est une espèce d'insectes coléoptères prédateurs de la famille des Coccinellidae qui est originaire d'Europe, et introduit au Nord-Est de l'Amérique. Commune dans les régions tempérées, cette coccinelle peut atteindre 5 mm de long.

## Description
Sa livrée varie de l'orange au rouge, aux taches variables. Ses élytres fermés forment un gros cône à base cunéiforme. La base est blanche, le fond varie d'orange pâle à rouge. Chaque élytre présente cinq taches noires, dont une jointe au centre. Son pronotum est blanc et orné d'une large macule à 4 lobes. Le limbe avant est concave, le limbe extérieur assez évasé. Sa tête est noire, son front maculé blanc et les yeux foncés. Ses pattes sont brun noirâtre, aux extrémités brunes.
On la trouve principalement dans les champs, les prés, les jardins et tout autres espaces verts du printemps à l’automne.  

## Noms vernaculaires

### Anglais
Amérique : Variegated lady beetle, Variegated ladybird, Spotted amber ladybird

Angleterre : Adonis' ladybird

Australie : White collared ladybird